# Воля-Пекарська
Воля-Пекарська (пол. Wola Piekarska) — село в Польщі, у гміні Добра Турецького повіту Великопольського воєводства.
Населення — 198 осіб (2011).
У 1975-1998 роках село належало до Конінського воєводства.

## Демографія
Демографічна структура станом на 31 березня 2011 року:
|          | Загалом | Допрацездатний вік | Працездатний вік | Постпрацездатний вік |
| -------- | ------- | ------------------ | ---------------- | -------------------- |
| Чоловіки | 93      | 17                 | 68               | 8                    |
| Жінки    | 105     | 25                 | 56               | 24                   |
| Разом    | 198     | 42                 | 124              | 32                   |